# Etnogeneza
Etnogeneza je pojam koji opisuje stvaranje jednog naroda.
Pojava novog naroda sa svojom kulturom, eventualno i jezikom,  mitologijom i osjećajem zajedništva može nastati primjerice kroz dužu vremensku otcjepljenost jedne skupine ljudi od drugih. Druga mogućnost je zajednički ključni utjecaji (zemljopisnih faktora, klimatskih uvjeta, biljnog svijeta, životinjskog svijeta u okruženju) zajedničke sudbine i zajedničke povijesti određene skupine ljudi. 
Često su u etnogenezu naroda uključeni i drugi narodi koji ostavljaju etnička, jezična i kulturna obilježja ili oblikuju tipične karakteristike novo nastalog naroda.
Spajanjem nekoliko naroda može se razviti nov narod.

## Hrvati
Hrvati spadaju među starije narode u Europi; od početka 10. st. imaju i svoju kraljevinu i s time među prvima ustrojili državu.

## Vanjske poveznice
- Hrčak o etnogenezi Hrvata
- Istraživanje Hrvatske etnogeneze